# موروني (لاعب كرة قدم)
موروني هو لاعب كرة قدم برازيلي في مركز الدفاع، ولد في 29 أغسطس 1961 في Santa Rosa, Rio Grande do Sul ‏ في البرازيل. لعب مع سبورتينغ براغا.

## وصلات خارجية
- موروني (لاعب كرة قدم) على موقع قاعدة بيانات كرة القدم.إي يو (الإنجليزية)